# ديفيد ر. تومسون
ديفيد ر. تومسون (بالإنجليزية: David R. Thompson)‏ هو قاضي أمريكي، ولد في 26 ديسمبر 1930 في سان دييغو في الولايات المتحدة، وتوفي في 19 فبراير 2011 في سان فرانسيسكو في الولايات المتحدة.

## وصلات خارجية
- ديفيد ر. تومسون على موقع إن إن دي بي (الإنجليزية)